# Альянс Парке
«Алья́нс Па́рке» (порт. Allianz Parque) — футбольный стадион в Сан-Паулу, вмещающий 41 256 зрителей. Домашняя арена футбольного клуба «Палмейрас». Также иногда неофициально называется «Пале́стра Ита́лия Аре́на» (порт. Palestra Itália Arena).

## Расположение
Стадион расположен в районе Помпея, к западу от районов Пердизес и Барра-Фунда, в западной части города Сан-Паулу. Рядом со стадионом находится станция метро Палмейрас-Барра-Фунда — это крайняя западная станция красной ветки метро, причём на противоположном (восточном) краю расположена станция Коринтианс-Итакера и, соответственно, стадион «Коринтианса» (наиболее принципиального соперника «Палмейраса») «Итакеран». В 1,5 км от стадиона расположена железнодорожная станция Агуа-Бранка, где останавливаются пригородные поезда системы CPTM.
«Альянс Парке» построен на том же месте, где с 1917 по 2010 год располагался старый стадион «Палмейраса» «Палестра Италия», вмещавший до 35 тысяч зрителей. На этом старом стадионе, который также неофициально назывался «Парке Антарктика», «Палмейрас» провёл более 1,5 тысяч матчей, и зачастую «Альянс Парке» в память о своём предшественнике неофициально называется «Палестра Италия Арена».

## История
Строительство нового стадиона «Палмейраса» стало результатом соглашения, заключённого между клубом и строительной компанией WTorre Properties/Arenas. Застройщику будет принадлежать территория стадиона на протяжении 30 лет, в то время как клуб будет получать 100 % доходов от проданных билетов. По окончании этого периода управление стадионом полностью перейдёт к «Палмейрасу». 6 октября 2011 года WTorre подписала соглашение об управлении ареной с североамериканской компанией Anschutz Entertainment Group.
Работы по строительству нового стадиона на месте прежней «Палестры Италии» начались в 2010 году. Архитектором стал португалец Томаш Тавейра, а также строительная компания Эду Роши. Ещё во время строительства объект носил название «Арена Палестра», но в апреле 2013 года клуб продал права на именование стадиона немецкой страховой компании Allianz сроком на 20 лет с возможностью продления ещё на 10 лет. Сумма сделки составила 300 млн реалов. Таким образом, «Альянс Парке» вошёл в число шести стадионов мира, носящих название «Альянс/Альянц», наряду с «Альянц Ареной» в Мюнхене, «Альянс Стэдиумом» в Сиднее, «Альянс-Парком» в Лондоне, «Альянц Ривьерой» в Ницце и стадионом «Альянц» в Вене.
Работы должны были завершиться в 2013 году, однако из-за решения сохранить часть северной трибуны «Палестры Италия» в первоначальные планы были внесены изменения, и строительство завершилось только к ноябрю 2014 года.
Первый официальный матч на новой арене «Палмейрас» провёл 19 ноября 2014 года. В матче 35 тура чемпионата Бразилии хозяева уступили «Спорту Ресифи» со счётом 0:2. Первый гол в истории «Альянс Парке» на 78 минуте забил Ананиас, вышедший на замену за две минуты до того.
12 июля 2016 года на матч чемпионата Бразилии между «Палмейрасом» и «Сантосом» на «Альянс Парке» пришло рекордное число зрителей — 40 035 человек.
С момента открытия на «Альянс Парке» регулярно проводятся музыкальные концерты с участием бразильских и зарубежных исполнителей.

## Галерея

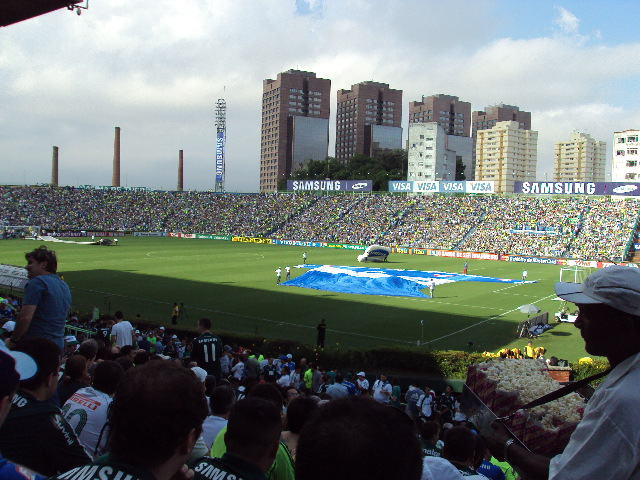
Старый стадион «Палестра Италия» в 2009 году
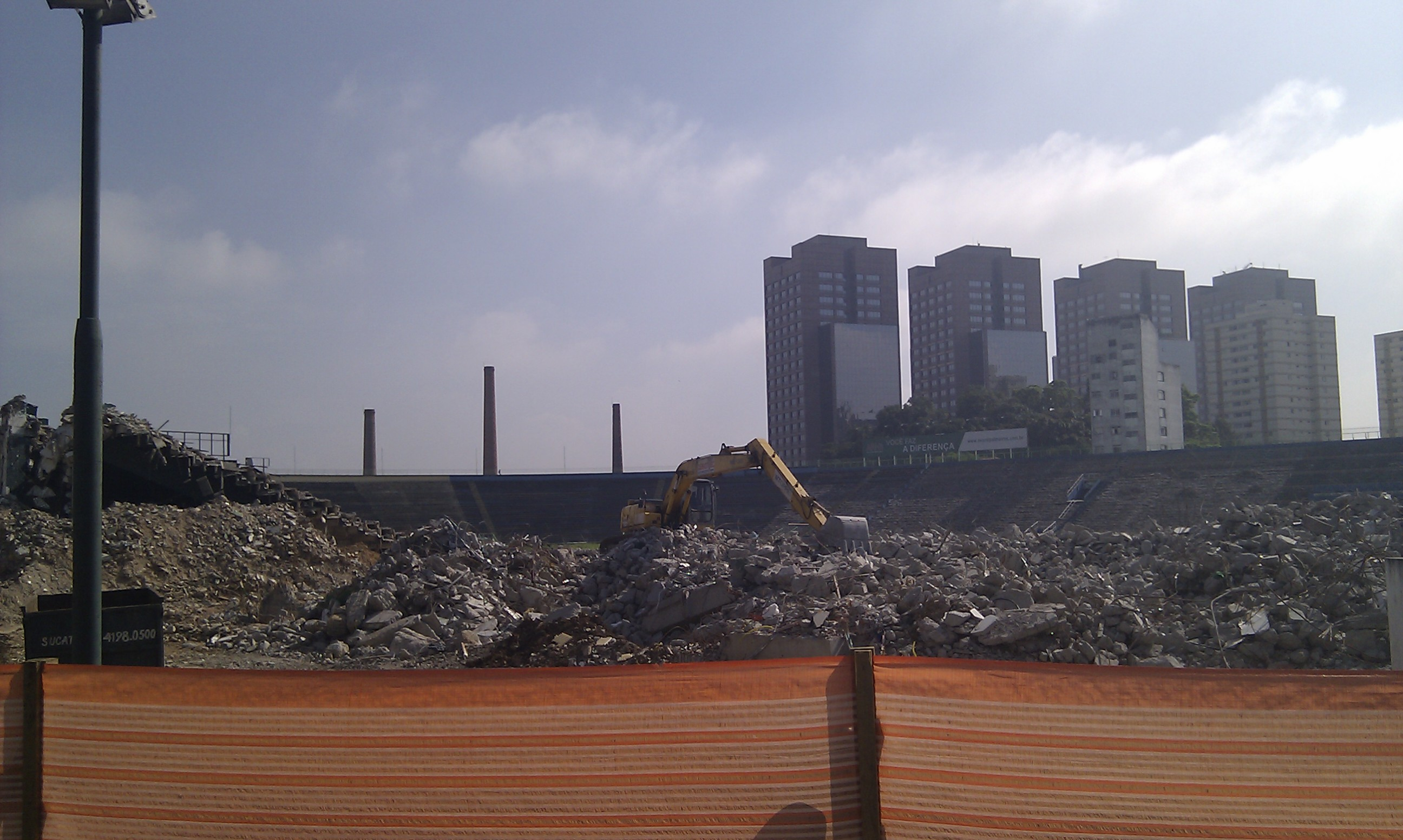
Разрушение «Палестры Италии» в 2010 году
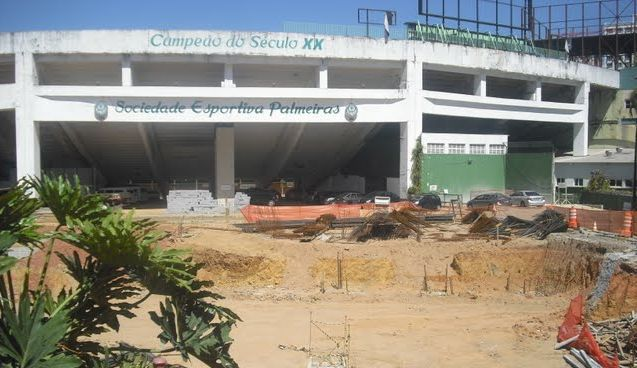
Строительные работы в 2011 году
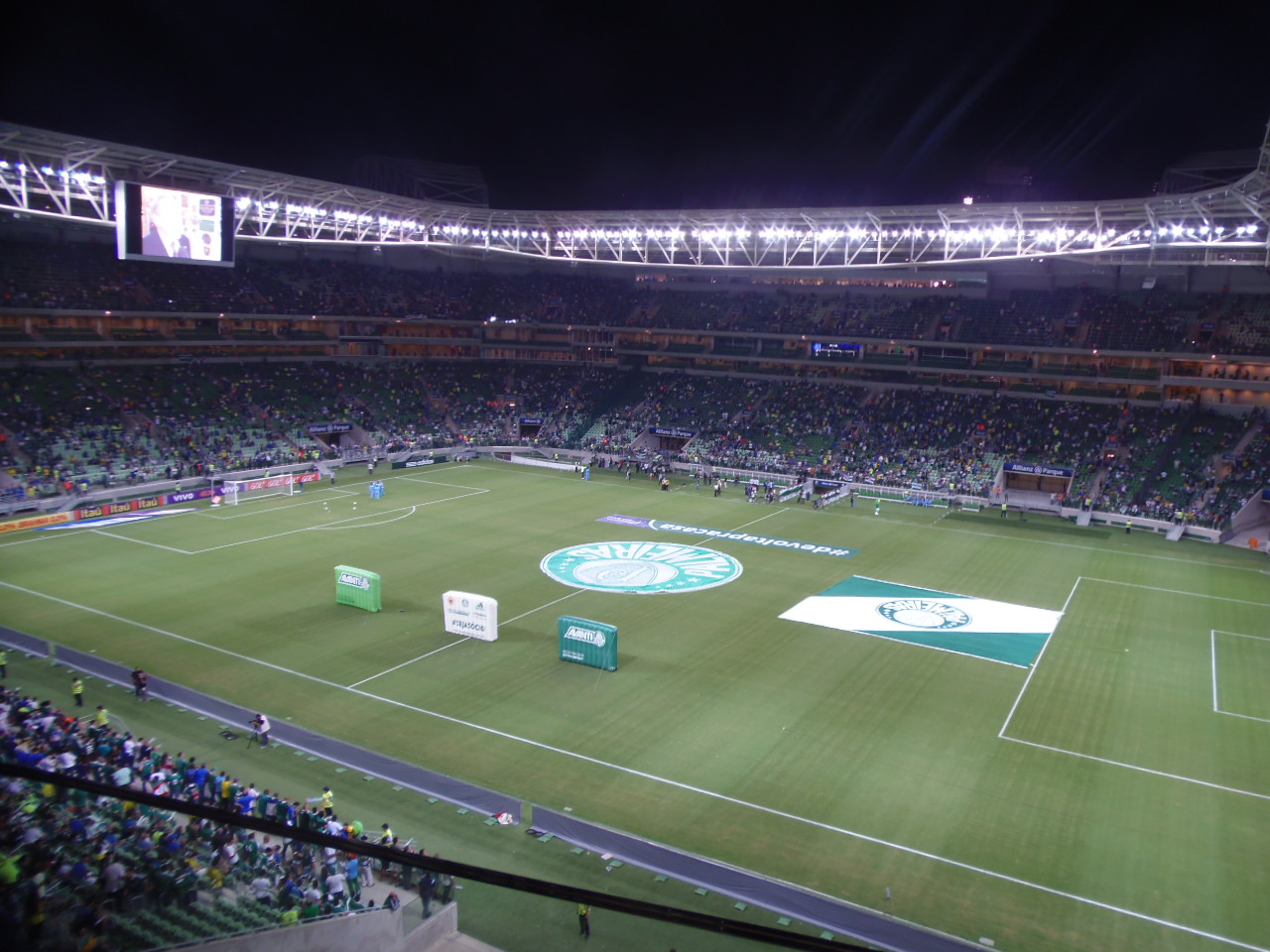
Первый официальный матч на «Альянс Парке» — 19 ноября 2014 года
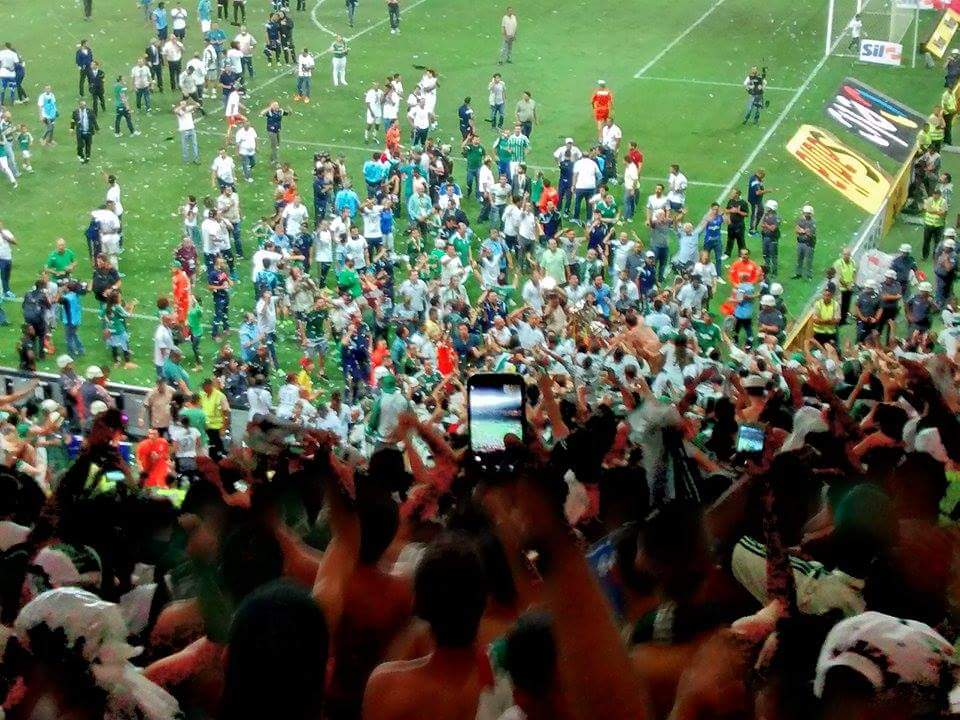
Болельщики и команда празднуют победу «Палмейраса» в Кубке Бразилии 2015
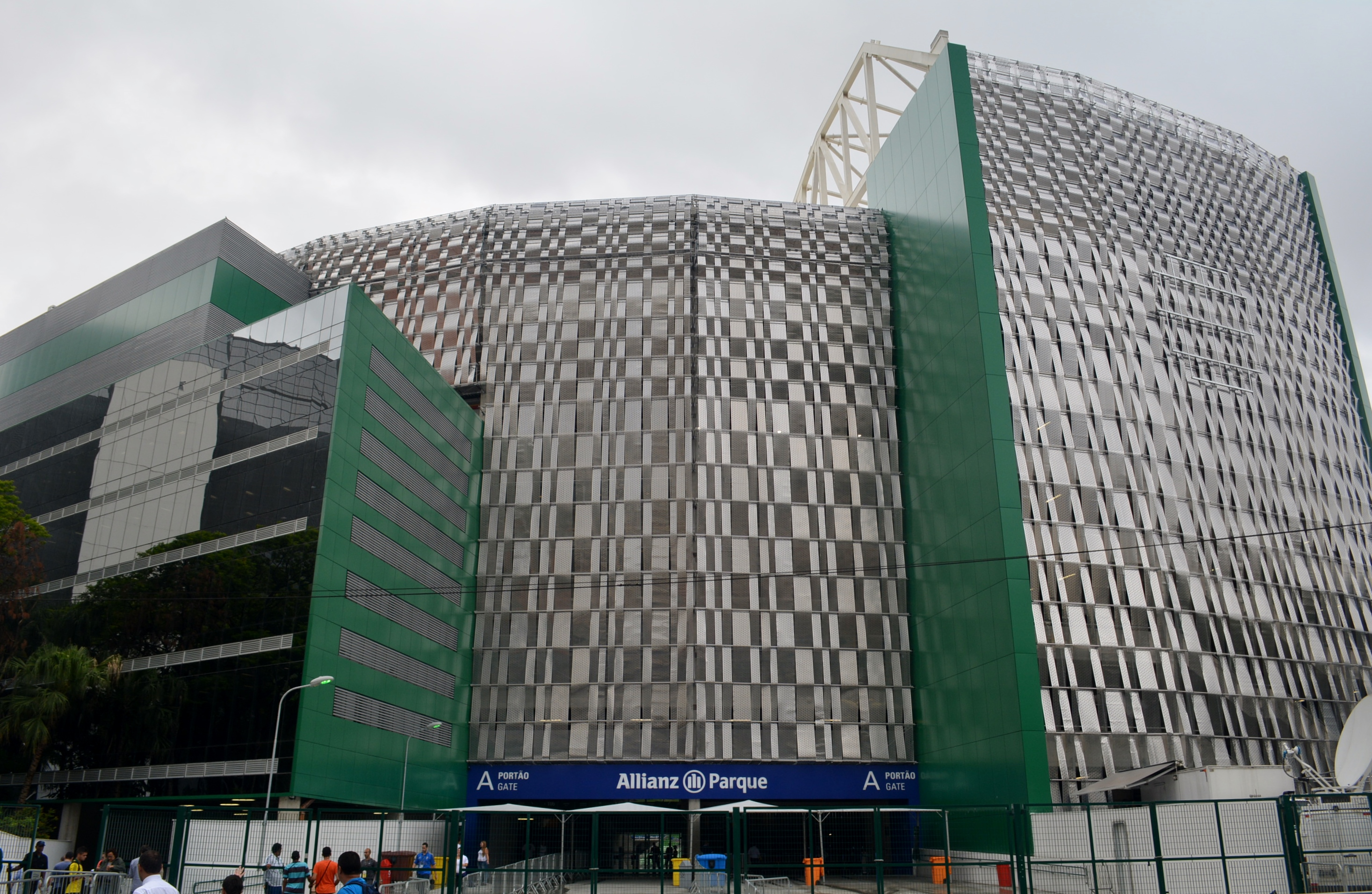
Внешний фасад стадиона — Ворота A
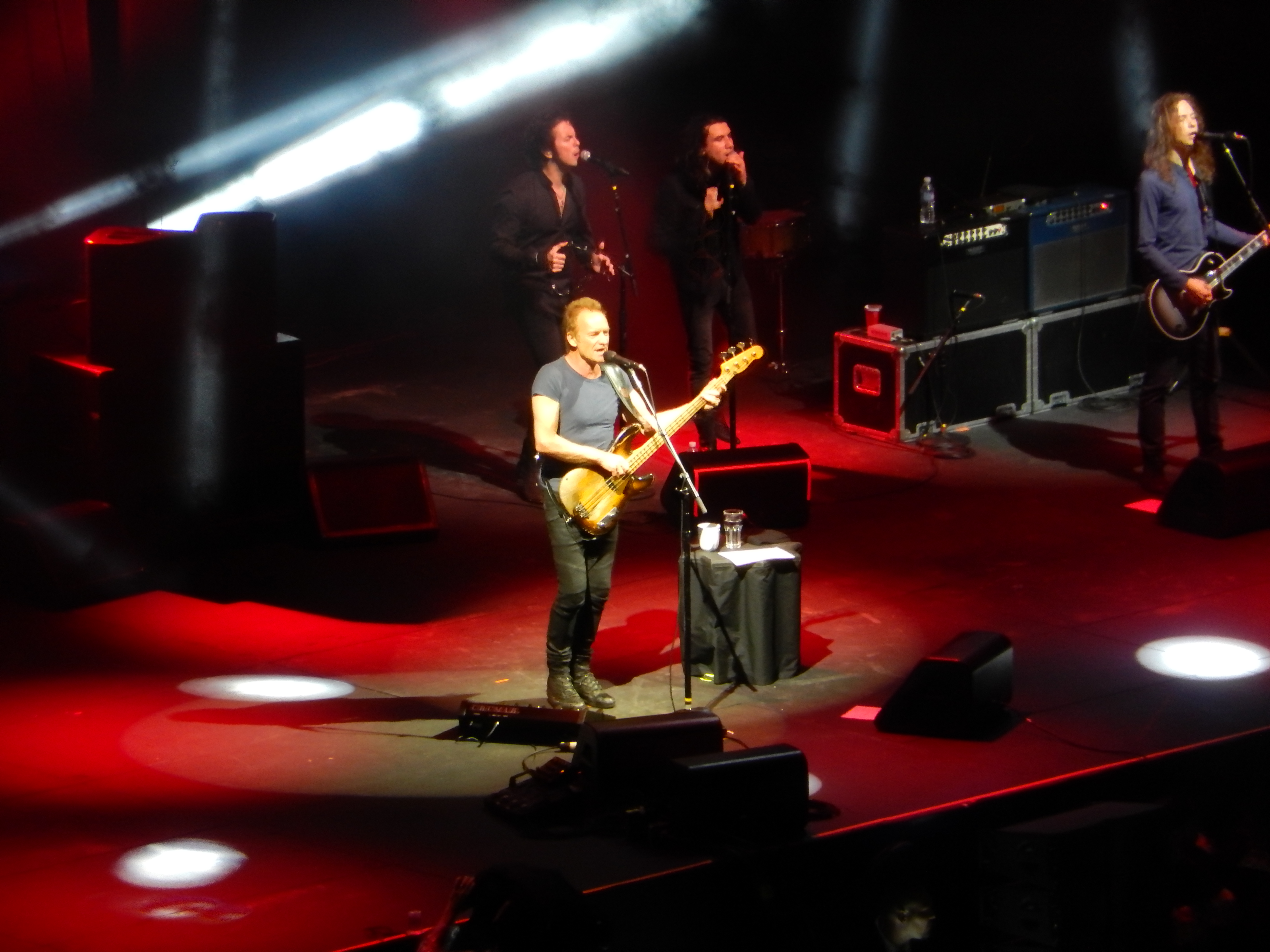
Концерт Стинга, 6 мая 2017 года
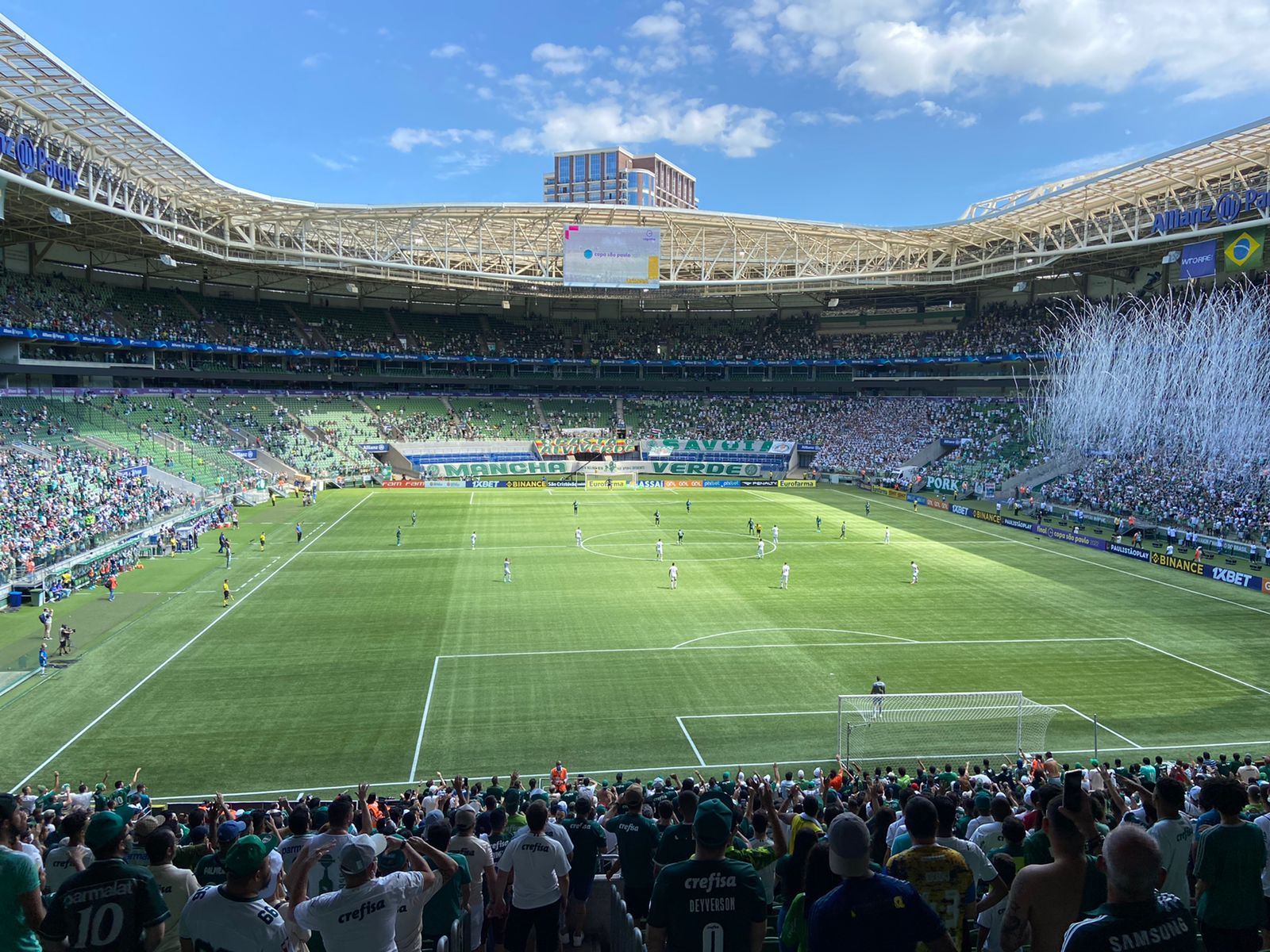
Финал Молодёжного Кубка Сан-Паулу 2022